# باول ألجر
باول ألجر (بالألمانية: Paul Alger) هو لاعب كرة قدم ألماني، ولد في 13 أغسطس 1943 في بون في ألمانيا. لعب مع نادي بونر ونادي كولن.

## روابط خارجية
- باول ألجر على موقع قاعدة بيانات كرة القدم.إي يو (الإنجليزية)
- باول ألجر على موقع بيانات كرة القدم. دي إي (الألمانية)
- باول ألجر على موقع عالم كرة القدم.نت (الإنجليزية)